# Більйон
Більйóн — слово на позначення великого числа, має два різних визначення в залежності від системи найменувань чисел:
- 1,000,000,000 — тисяча мільйонів,  або 109 (десять у дев'ятому степені), мільярд — в короткій системі найменувань.
- 1,000,000,000,000 — мільйон мільйонів, або 1012 (десять у дванадцятому степені), трильйон — в довгій системі найменувань.

Префікси в СІ: мільярд — тера-, наприклад терабайт, мільярдна — піко-, наприклад пікофарад.

## Історія
Згідно з Оксфордським словником англійської мови, перша згадка про слово «більйон» (англ. billion) було  в XVI столітті, шляхом поєднання слова мільйон та префікса bi- («два»), і означало другий ступінь мільйона, тобто 1,000,0002 = 1012.
Пізніше це слово було вперше використано французьким математиком Ніколя Шюке, який у своїй праці позначив ним число 10¹² (мільйон мільйонів). Первісно ці терміни були латинськими, а в англійську мову увійшли наприкінці XVII століття.
Згодом французькі математики змінили значення слова, перейшовши на коротку шкалу чисел, за якою до кожного нового терміна додається по три нулі. У цій системі більйон означає тисячу мільйонів (109), трильйон — мільйон мільйонів (1012) тощо.